# Vatica bantamensis
Vatica bantamensis är en tvåhjärtbladig växtart som först beskrevs av Justus Carl Hasskarl, och fick sitt nu gällande namn av George Bentham och Hook. f.. Vatica bantamensis ingår i släktet Vatica och familjen Dipterocarpaceae. Inga underarter finns listade i Catalogue of Life.